# Phumosia emimelania
Phumosia emimelania är en tvåvingeart som först beskrevs av Camillo Rondani 1875.  Phumosia emimelania ingår i släktet Phumosia och familjen spyflugor. Inga underarter finns listade i Catalogue of Life.